# او تنهامان گذاشته اما پرتوهای نور گهگاه گوشه اتاقهایمان را جلا می‌دهد…
او تنهامان گذاشته اما پرتوهای نور گهگاه گوشهٔ اتاقهایمان را جلا می‌دهد… (به انگلیسی: He Has Left Us Alone but Shafts of Light Sometimes Grace the Corner of Our Rooms...) نخستین آلبوم گروه موسیقی پست‌راک کانادایی A Silver Mt. Zion است که بعداً به تی سیلور مت. زایان مموریال ارکسترا تغییر نام داد. این آلبوم که سال ۲۰۰۰ منتشر شد بیشتر ساخته و پرداختهٔ افریم مناک (گیتار) و تیری امار (گیتاربیس) است.